# Елемент злочина
Елемент злочина (дан. Forbrydelsens Element) је нео-ноар крими филм из 1984. чији је косценариста и режирао Ларс фон Трир. То је први играни филм у режији Трира и први део редитељеве трилогије Европа – коју су наследиле Епидемик (1987) и Европа (1991).

## Радња
Детектив по имену Фишер, који је постао исељеник који живи у Каиру, пролази кроз хипнозу да би се присетио свог последњег случаја. Европа његовог саноликог сећања је дистопија, мрачна и пропадајућа. Фишер се сећа да је прогонио неухватљивог убицу званог "Лото убица", који је давио, а затим сакатио младе девојке које су продавале срећке. Он покушава да пронађе убицу користећи контроверзне методе описане у књизи под насловом Елемент злочина, коју је написао његов осрамоћени ментор Озборн. У потрази му се придружује проститутка по имену Ким. Фишерова потрага је заснована на извештају о праћењу који је написао Озборн када је покушавао да пронађе убицу који је убијао на исти начин као и "Лото убица", али који је, наводно, од тада погинуо у несрећи. Озборнов метод захтева од детектива да покуша да се идентификује са умом убице. Он то и чини, али притом се и сам све више понаша као серијски убица.

## Улоге
| Улога    | Глумац/-ица     |
| -------- | --------------- |
| Фишер    | Михаел Елпик    |
| Озбурн   | Езмонд Најт     |
| Ким      | Меме Лај        |
| Крамер   | Џеролд Велс     |
| Терапеут | Ахмед Ел Шенави |

## Пријем

### Награде
Филм је добио неколико награда укључујући Бодил и награду Роберт 1985. за најбољи филм и био је номинован за Златну палму на филмском фестивалу у Кану.

### Критика
Филм има поларизоване критике са Канског феситвала 1984. На сајту Rotten Tomatoes има 77% позитивне критике.